# Schlüsselreaktion
Schlüsselreaktionen kommen vor allem in komplexeren Stoffwechselwegen vor und sind dort ein wichtiges Steuerinstrument.

## Schlüsselreaktionen/Schlüsselenzyme
Betrachtet man den kompletten Stoffwechselweg vom Edukt bis zum fertigen Produkt, so wird auf dem Weg dorthin eine ganze Reihe von Enzymen eingesetzt. Dabei werden zur Steuerung nicht alle Enzyme reguliert, sondern nur bestimmte. Die regulierten Enzyme katalysieren meist eine stark exergone Reaktion, die unter Bedingungen, wie sie in Zellen herrschen, nicht reversibel ist. Dieser Reaktionsschritt ist die Schlüsselreaktion. Das Enzym, welches diese Reaktion katalysiert, wird auch als Schlüsselenzym bezeichnet.

## Schrittmacherreaktionen/Schrittmacherenzyme
Die regulierten Enzyme einer Stoffwechselkette arbeiten relativ langsam. Sie sind daher wichtige Kontrollpunkte für den Stoffwechselweg. Gibt es in einem Stoffwechselweg mehrere Schlüsselreaktionen, so wird die langsamste Reaktion (die damit die Geschwindigkeit bestimmt) als Schrittmacherreaktion bezeichnet. Das Enzym, welches diese Reaktion katalysiert, wird auch als Schrittmacherenzym bezeichnet.